# MFK Łokomotyw Charków
Łokomotyw Charków (ukr. Міні-Футбольний Клуб «Локомотив» Харків, Mini-Futbolnyj Kłub "Łokomotyw" Charkiw) – ukraiński klub futsalu z siedzibą w Charkowie, występujący w futsalowej Ekstra-lidze Ukrainy.

## Historia
Chronologia nazw:
- 1991–...: Łokomotyw Charków (ukr. «Локомотив» Харків)

We wrześniu 1991 roku została wznowiona sekcja piłki nożnej Łokomotyw Charków Południowej Kolei Ukrainy. Powstały dwie grupy dzieci rocznika 1981-1982 oraz 1987-1988. Juniorskie drużyny Łokomotywa wielokrotnie zwyciężały w turniejach międzynarodowych. Największych sukcesów młodzi piłkarze osiągnęły w futsalu, co sprawiło, że kierownictwo klubu postanowiło startować na profesjonalnym szczeblu.
W 2005 roku klub debiutował w Pierwszej Lidze. W 2007 klub zajął 3.miejsce i awansował do Wyższej Ligi.
W 2009 roku klub osiągnął swój pierwszy najwyższy sukces - zdobył Puchar Ukrainy.
Obecnie gra w najwyższej klasie rozgrywek ukraińskiego futsalu.

## Sukcesy
Sukcesy krajowe
- Mistrzostwo Ukrainy:
  - 3 miejsce (1x): 2010/11
- Puchar Ukrainy:
  - zdobywca (1x): 2008/09
- Pozostałe sukcesy:
- Międzynarodowy Turniej "Puchar Wyzwolenia" (w Charkowie):
  - 1 miejsce (1x): 2007

## Hala
Drużyna rozgrywa swoje mecze w Hali Pałacu Sportu "Łokomotyw", znajdującej się przy ul. Kotłowa 90 w Charkowie.